# Karszno
Karszno (deutsch Albrechtsdorf) ist ein Ortsteil der Stadt Nowe Warpno (Neuwarp) im Powiat Policki (Pölitzer Kreis) der polnischen Woiwodschaft Westpommern.

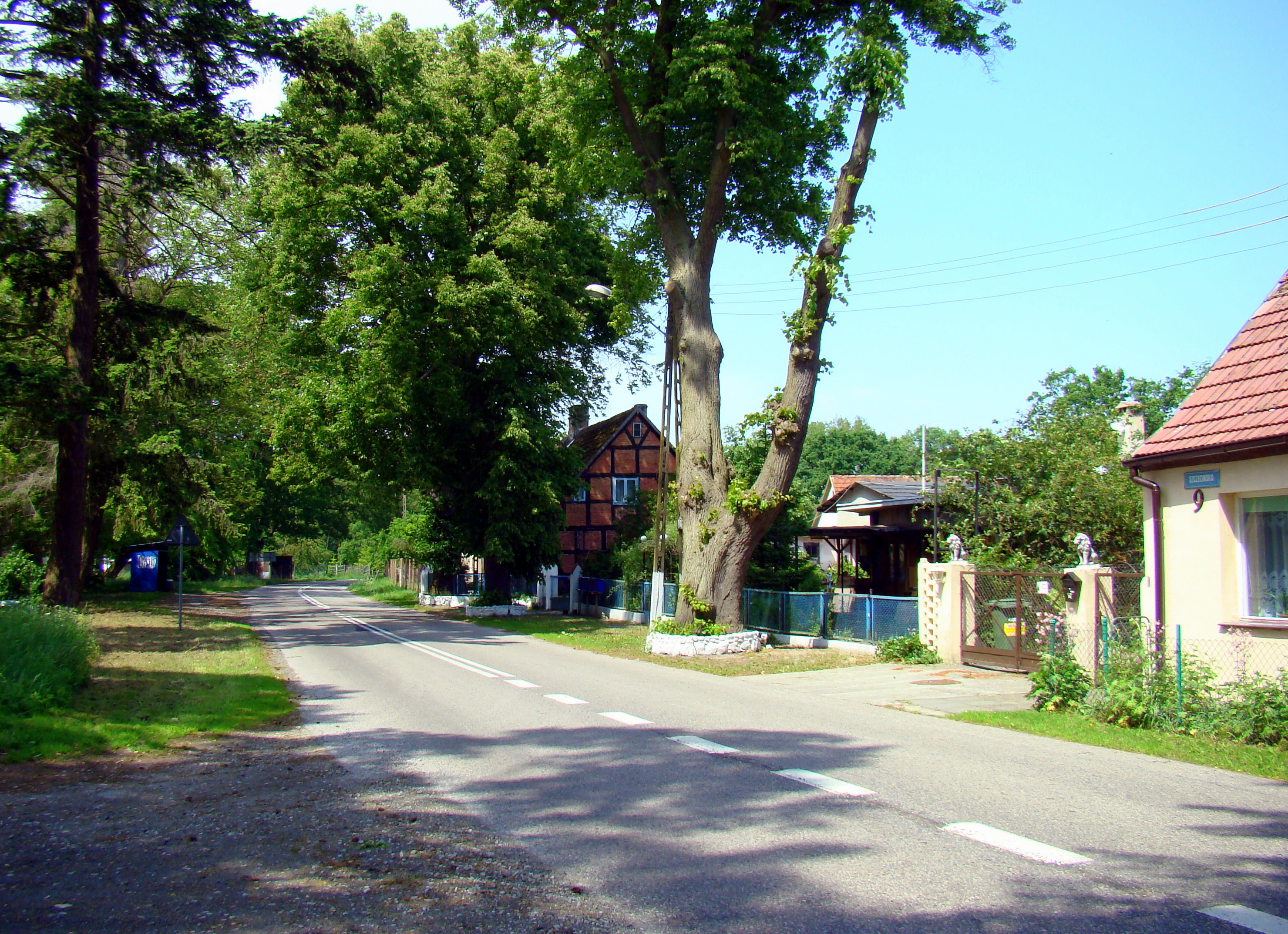
Ortsdurchfahrt

## Geographische Lage
Karszno liegt im östlichen Vorpommern, etwa drei Kilometer südlich des Stadtzentrums von Nowe Warpno und nordwestlich von Stettin in der Nähe der Landesgrenze zur Bundesrepublik Deutschland am Neuwarper See.

## Geschichte
Die Ortschaft war in älterer Zeit ein Rittergut. 1412 wurde Alberstorp oder Voget Albersdorp vom pommerschen Herzog Swantibor III. dem Kloster Jasenitz übereignet, und der Amtshauptmann Johann Clinte musste das Kloster in das Gut einweisen. Albrechtsdorf war fast ein halbes Jahrtausend lang ein Lehen der Familie Bröcker gewesen. Es wurde 1766 von dem preußischen Kriegsminister Carl Heinrich von Wedel (1712–1782) an Gotthilf Christian von Enckefort verkauft. Seine Familie nahm bis 1945 das Patronat über die St. Marienkirche in Neuwarp wahr. Um 1775 gab es in Albrechtsdorf außer dem Gut ein Wirtshaus, einen Schulmeister, 19 Feuerstellen und eine Kapelle. Um 1865 gab es in Albrechtsdorf mit dem Gutshof 12 Wohnhäuser, ein Schulhaus, eine Dampfmühle, eine Schmiede, ein Wirtshaus und 129 Einwohner, die auf 23 Familien verteilt waren. Um 1869 befand sich das Gut im Besitz des Landkreis-Deputierten Eduard Friedrich von Enckefort.
Der Wohnort Albrechtsdorf gehörte am Anfang der 1930er Jahre als Teil der Stadt Neuwarp zum Landkreis Ueckermünde im Regierungsbezirk Stettin der Provinz Pommern. Das zuständige Landratsamt befand sich in Ueckermünde.
Nach dem Zweiten Weltkrieg wurden die Stadt Neuwarp und ihr Stadtteil Albrechtsdorf zusammen mit dem sogenannten Stettiner Zipfel Vorpommerns unter polnische Verwaltung gestellt. Albrechtsdorf wurde in Karszno umbenannt. Die Bewohner des Stadtteils wurden vertrieben und durch Polen ersetzt.

Gebäude in Karszno (Nowe Warpno)
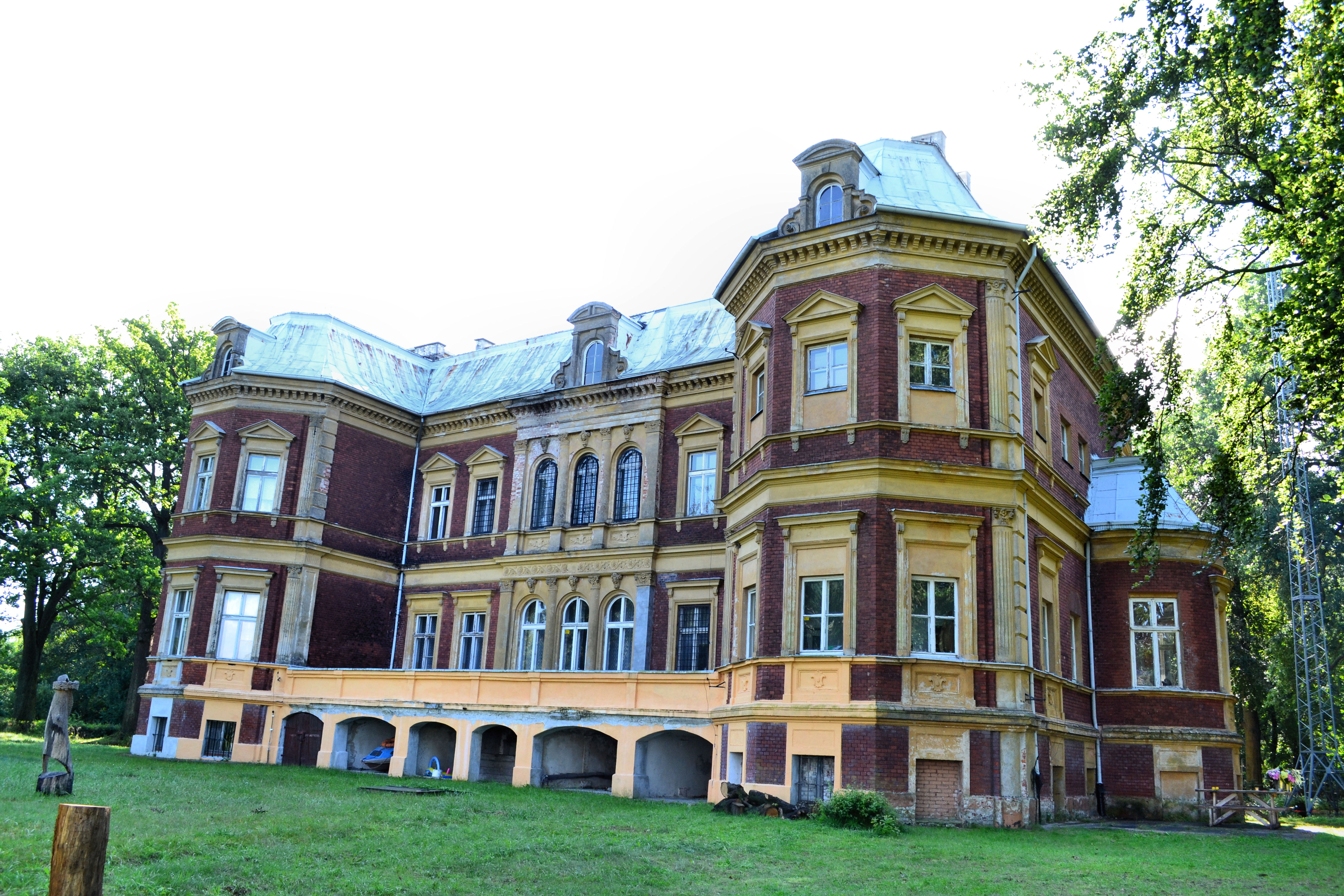
Schloss Albrechtsdorf
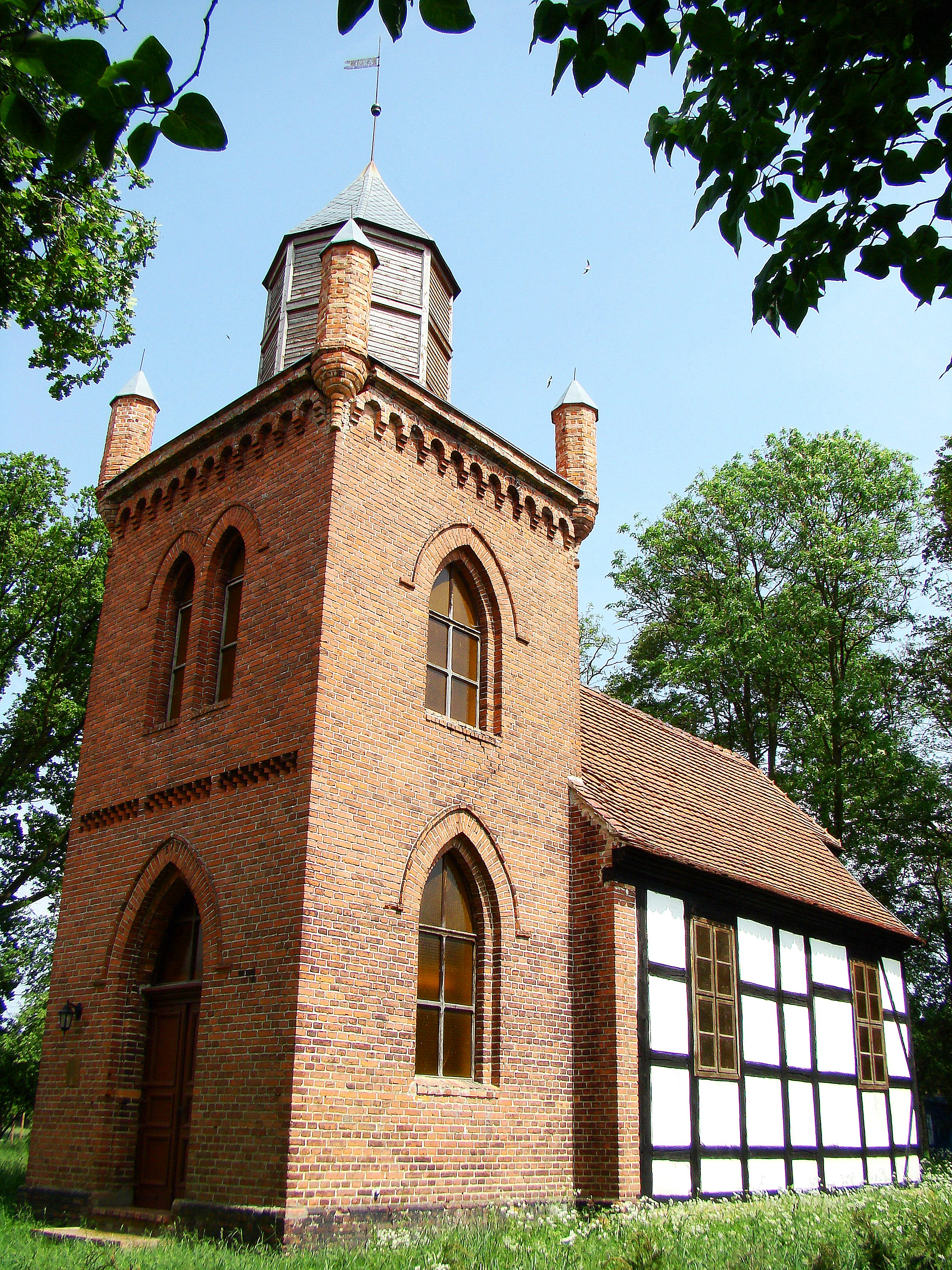
Hubertuskapelle
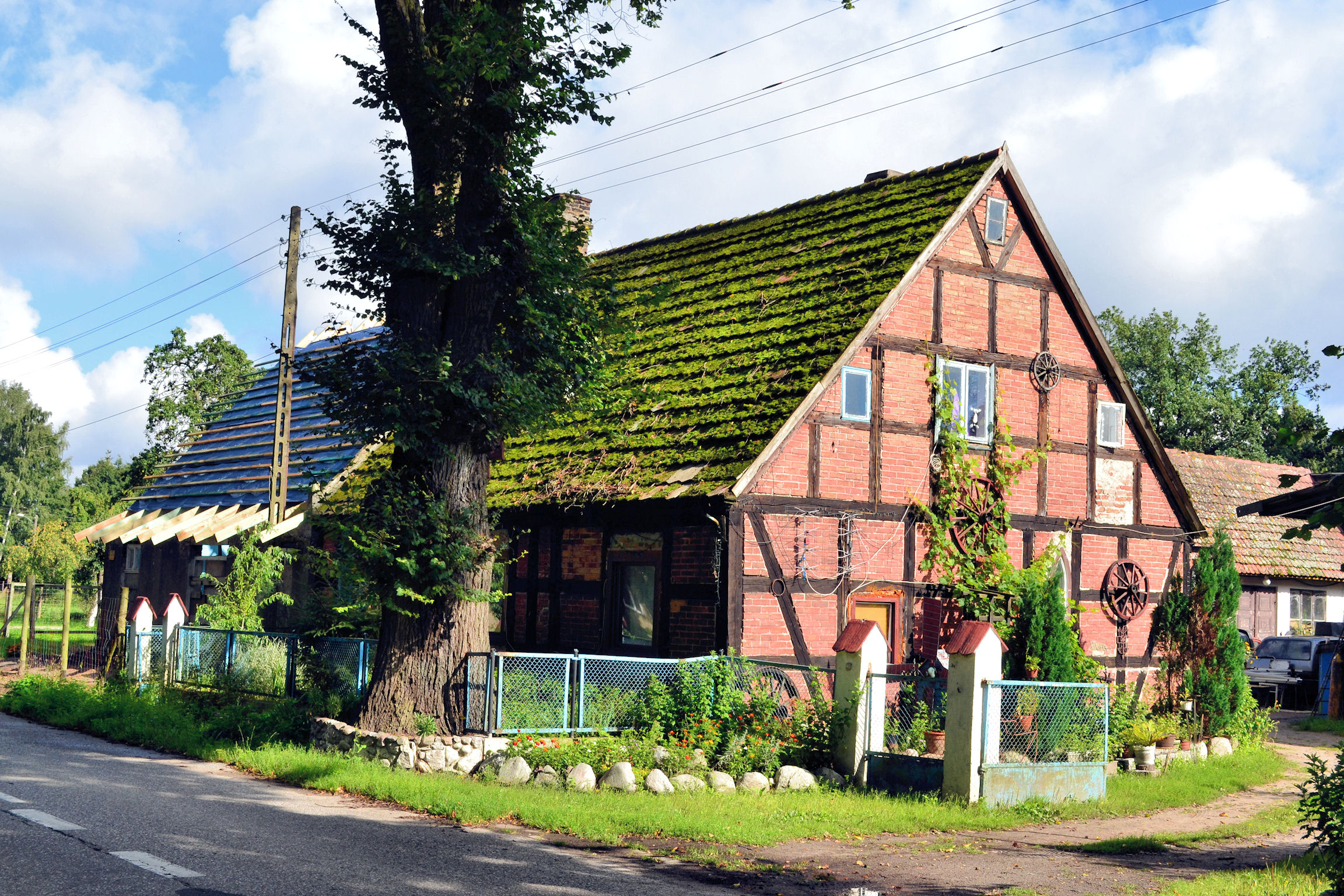
Gehöft mit Fachwerk-Wohnhaus

## Kirche
Die vor 1945 in Albrechtsdorf anwesende Bevölkerung war weitaus überwiegend evangelischer Konfession. Die Protestanten aus Albrechtsdorf gehörten zum evangelischen Kirchspiel Neuwarp, die Katholiken zum katholischen Kirchspiel Hoppenwalde.
Die evangelische Kirchengemeinde verfügte in Albrechtsdorf über eine eigene Kapelle.